# 塔格敦巴什帕米尔
塔格敦巴什帕米尔、塔克敦巴什帕米尔或历史上的塔德八士，现在的塔什库尔干河谷是帕米尔高原河谷，位于中国新疆塔什库尔干塔吉克自治县西南部，在喀喇昆仑公路以西。居住着瓦罕族、柯尔克孜族和萨雷阔勒族牧民，他们在帕米尔草原上放牧牦牛其他动物。
塔格敦巴什帕米尔这个名字有时也用于帕米尔周围的山脉，在巴基斯坦、阿富汗和塔吉克斯坦 与中国的边界上，横跨帕米尔高原沿着萨雷阔勒岭、兴都库什山脉、慕士塔格峰和瓦罕。该山脉将阿富汗的巴达赫尚省、塔吉克斯坦的山地巴达赫尚自治州和巴基斯坦的吉尔吉特-巴尔蒂斯坦 分隔开。

在清朝期间，中国人声称对该地区拥有宗主权，但允许坎巨提的罕萨米尔管理该地区作为对中国朝贡回报 。据英国殖民地消息来源称，这种安排始于早期阿约什王朝(Ayosh)的罕萨米尔，随着罕萨米尔统治者征服了塔格敦巴什帕米尔的柯尔克孜游牧民族。罕萨米尔统治者在达布达尔乡竖立了一座石标以证明他的控制权。朝贡制度一直持续到1937年。
1984年，帕米尔及周边地区被划为塔什库尔干野生动物自然保护区。卡拉其古河谷 ，位于塔什库尔干河谷的分支是中国唯一可以找到马可波罗盘羊的地方。

## 外部连结
- Holdich, Thomas Hungerford. .  20 (第11版). London: 655–659. 1911.